# Gabriel Becerra
Gabriel Becerra Yáñez (Cúcuta, Colombia, 2 de febrero de 1976) es un abogado y político colombiano, secretario general de la Unión Patriótica y dirigente del Partido Comunista Colombiano. Desde el 2022 es miembro de la Cámara de Representantes de Colombia por Bogotá, electo en la lista de la coalición Pacto Histórico.
Fue dirigente estudiantil de la Asociación Nacional de Estudiantes de Secundaria (ANDES) y de la Asociación Colombiana de Estudiantes Universitarios (ACEU). En 2002 fue secretario general de la Juventud Comunista Colombiana (JUCO).

## Biografía

### Familia, estudios y trayectoria laboral
Gabriel Becerra nació en la ciudadela Juan Atalaya en la ciudad de Cúcuta, Norte de Santander. Es el segundo hijo entre cuatro hermanos. Es egresado del Colegio Departamental Integrado Juan Atalaya. En los años 90 se muda a la ciudad de Bogotá, donde lleva residiendo desde entonces. 
Es abogado de la Universidad Autónoma de Colombia y realizó una especialización en Derecho Público en la misma casa de estudios. Hizo un magíster en Estudios Políticos y Relaciones Internacionales en la Universidad del Rosario y es candidato a Doctor en Estudios Sociales Latinoaméricanos de la Universidad Nacional de Córdoba, Argentina.
Como profesional ha sido asesor en las Unidad de Apoyo Normativo y Unidades de Trabajo Legislativo del Concejo de Bogotá, Cámara de Representantes y el Senado de la República.
Es columnista en el Semanario Voz y miembro del comité editorial de la Revista Taller.

### Trayectoria Política
Inició su actividad política como dirigente estudiantil, en 1994 durante su época escolar fue uno de los fundadores de la Asociación Nacional de Estudiantes de Secundaria (ANDES) y más tarde en 1998, en la universidad, ayudó a fundar la Asociación Colombiana de Estudiantes Universitarios (ACEU).
En esta época de líder estudiantil comienza su militancia en la Juventud Comunista Colombiana (JUCO), de la cual llegó a ser secretario general en 2002. Luego fue secretario político del Comité Distrital del Partido Comunista Colombiano (PCC).
Como dirigente del PCC ha sido promotor de la política de alianzas entre las fuerzas de izquierda, participando en la formación de coaliciones como la del Frente Social y Político en 1999 y el Polo Democrático Alternativo en 2005, donde integró el equipo de dirección nacional y coordinación de las campañas electorales.
Fue uno de los líderes durante el proceso de reorganización de la Unión Patriótica (UP) a partir de su 5º Congreso, realizado en noviembre de 2013, a raíz de la devolución de la personería jurídica del partido. En el 6º Congreso de la UP, realizado en 2017, fue electo secretario general.
En 2019, junto a Gustavo Petro y Aída Avella, contribuyó a la alianza Colombia Humana - Unión Patriótica, como acuerdo político electoral.

#### Representante a la Cámara
En 2020 fue uno de los fundadores y coordinador del equipo promotor que dio origen al Pacto Histórico, coalición que agrupó a partidos y movimientos de izquierda de Colombia para las elecciones presidenciales y legislativas de 2022, alianza que permitió la victoria fórmula presidencial y vicepresidencial liderada por Gustavo Petro y Francia Márquez. 
En aquellas elecciones fue candidato a la Cámara de Representantes de Colombia por Bogotá en la lista del Pacto Histórico, participando con el aval legal de la Unión Patriótica y con el apoyo del Partido Comunista Colombiano. Finalmente, resultó electo y asumió el cargo el 20 de julio de 2022.
Hace parte de la Comisión primera constitucional, la Comisión Especial de Vigilancia y Seguimiento al Organismo Electoral y la Comisión de paz. Entre otros temas, su agenda legislativa hace énfasis en la reforma universitaria y educativa; el trabajo digno y el estatuto del trabajo; la reforma política para la apertura democrática y la paz.